# Psoralea rydbergii
Psoralea rydbergii är en ärtväxtart som beskrevs av Cory. Psoralea rydbergii ingår i släktet Psoralea och familjen ärtväxter. Inga underarter finns listade i Catalogue of Life.